# HD 5980

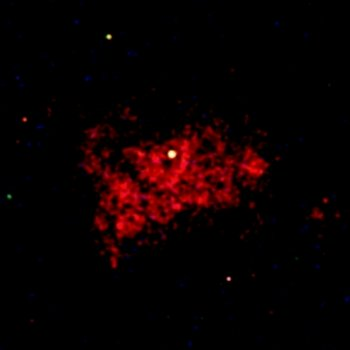

HD 5980 (RMC14) es un sistema múltiple de estrellas masivas en la Pequeña Nube de Magallanes, ubicado a una distancia de unos 210.000 años-luz (70 kilopársecs). Es el miembro más brillante de la región HII gigante N66 que incluye a la asociación OB NGC 346. HD 5980 tiene muchas características que la convierten en una estrella muy particular. 
Es la principal fuente de ionización de la región HII N66, contribuyendo con un 25% de los fotones ionizantes (N66 es la región HII más importante de la Pequeña Nube de Magallanes). HD 5980 está conformada por al menos tres estrellas: el par A+B es un sistema binario eclipsante con un período orbital de 19,3 días, mientras que la estrella C (no resuelta en imágenes del telescopio espacial Hubble) está aparentemente ligada gravitacionalmente al sistema A+B, y a su vez también parece ser miembro de un sistema binario con un período orbital de 96 días. 
Es decir, HD 5980 podría ser un sistema estelar cuádruple compuesto por dos binarias masivas que orbitan con un centro común. Las componentes A y B muestran características de estrellas de Wolf-Rayet, y se eclipsan mutuamente. La componente estelar A ha demostrado ser una estrella fascinante sufriendo notables transformaciones espectrales y de brillo durante los últimos decenios, siendo su momento culminante una erupción de tipo variable luminosa azul entre 1993 y 1994. HD 5980 fue el primer sistema binario extragaláctico donde se detectó colisión de vientos estelares en rayos X.